# میساتو، آکیتا
میساتو، آکیتا (به لاتین: Misato, Akita) یک منطقهٔ مسکونی در ژاپن است که در Senboku District واقع شده‌است. میساتو ۱۶۸٫۳۴ کیلومتر مربع مساحت و ۲۰٬۱۰۱ نفر جمعیت دارد.